# Beierochelifer anatolicus
Beierochelifer anatolicus är en spindeldjursart som först beskrevs av Beier 1949.  Beierochelifer anatolicus ingår i släktet Beierochelifer och familjen tvåögonklokrypare. Inga underarter finns listade.